# Chiesa di San Nicolao (Valsolda)
La chiesa di San Nicolao, o anche chiesa di San Nicola, è la parrocchiale di Cressogno, frazione del comune sparso di Valsolda, in provincia di Como ed arcidiocesi di Milano; fa parte del decanato di Porlezza.

## Storia
L'originaria chiesetta di Cressogno, sorta in epoca romanica, è menzionata per la prima volta nel Liber Notitiae Sanctorum Mediolani, scritto da Goffredo da Bussero.
Nel 1606 ebbero inizio i lavori di ammodernamento e rifacimento dell'edificio; nel 1619 la cappella maggiore risultava in costruzione, mentre nel 1644 fu richiesto di rimuovere vecchie decorazioni romaniche.
La chiesa venne interessata da un nuovo intervento di rimaneggiamento nel 1677, per poi essere eretta a parrocchiale il 16 marzo del 1683 in ottemperanza al decreto dell'arcivescovo Federico Visconti.
Nel 1745 l'arcivescovo Giuseppe Pozzobonelli, compiendo la sua visita pastorale, trovò che la chiesa di San Nicolao aveva alle proprie dipendenze l'oratorio di San Carlo Borromeo e la comparrocchiale della Beata Maria Vergine della Caravina.
La chiesa, nel 1860, subì un nuovo rifacimento, che ne mutò in parte l'aspetto; dalla relazione della visita pastorale del 1895 dell'arcivescovo Andrea Carlo Ferrari s'apprende che i fedeli ammontavano a 90 e che la parrocchiale aveva come filiali il santuario della Beata Vergine della Caravina e l'oratorio di San Carlo.
Nei 1972, con la riorganizzazione territoriale dell'arcidiocesi voluta dall'arcivescovo Giovanni Colombo, la parrocchia passò dal vicariato di San Mamete di Valsolda, contestualmente soppresso, al decanato di Porlezza; alla fine del Nocecento la chiesa venne adeguata alle norme postconciliari.

## Descrizione

### Esterno
La facciata a capanna della chiesa, rivolta a ponente e anticipata da un corpo in cui s'apre il portale d'ingresso lunettato, presenta sopra una finestra di forma semicircolare ed è coronata dal timpano triangolare.
Annesso alla parrocchiale è il campanile a pianta quadrata, che sorge sul lato nord di quella; la cella presenta su ogni lato una monofora, affiancata da lesene, ed è coperta dal tetto a quattro falde.
Una balaustra rivolta verso il lago ospita un'antica incisione di una tavola da tris.

### Interno
L'interno dell'edificio si compone di un'unica navata, sulla quale si affaccia un'unica cappella laterale e le cui pareti sono scandite da lesene sorreggenti il cornicione, sopra il quale si imposta la volta a botte; al termine dell'aula si sviluppa il presbiterio, voltato anch'esso a botte e chiuso dall'abside quadrata.
Qui sono conservate diverse opere di pregio, tra le quali una statua con soggetto San Nicolò e gli affreschi raffiguranti San Nicola che ordina la distruzione di un tempio pagano e San Nicolò che salva due preti che stanno naufragando.